# Gergő Zalánki
Gergő Zalánki (* 26. Februar 1995 in Eger) ist ein ungarischer Wasserballspieler. Er war mit der Nationalmannschaft je einmal Olympiadritter, Weltmeister, Weltmeisterschaftszweiter und Europameister.

## Karriere
Zalánki spielte bis 2016 bei Egri VK und gewann dort 2014 den ungarischen Meistertitel. Danach spielte er bei Orvosegyetem SC, Szolnoki VSC und Ferencváros Budapest, bevor er 2021 nach Italien zu Pro Recco wechselte und dort auf Anhieb den italienischen Meistertitel gewann.
Gergő Zalánki war schon im Jugend- und Juniorenbereich sehr erfolgreich. 2015 gewann er mit der ungarischen Studentenauswahl den Titel bei der Universiade in Gwangju. Im gleichen Jahr wurde er Dritter bei der Junioren-Weltmeisterschaft. Im Jahr darauf gehörte Zalánki zum ungarischen Olympiakader. Beim olympischen Wasserballturnier 2016 in Rio de Janeiro gewannen die Ungarn ihre Vorrundengruppe vor den Griechen, verloren aber im Viertelfinale gegen die Montenegriner nach Fünfmeterschießen. In der Platzierungsrunde erreichten die Ungarn mit zwei Siegen den fünften Platz. Zalánki erzielte insgesamt sieben Tore, davon drei im Spiel um den fünften Platz.
Bei der Weltmeisterschaft 2017 in Budapest gewannen die Ungarn ihre Vorrundengruppe. Nach einem Viertelfinalsieg über Russland und einem Halbfinalsieg über die Griechen verloren die Ungarn im Finale mit 6:8 gegen die Kroaten. 2018 bei der Europameisterschaft in Barcelona belegten die Ungarn den achten Platz. Zalánki erzielte zehn Turniertore. Im Jahr darauf bei der Weltmeisterschaft 2019 in Gwangju besiegten die Ungarn im Viertelfinale die Australier. Nach Niederlagen gegen Italien im Halbfinale und gegen die Kroaten im Spiel um den dritten Platz erreichten die Ungarn den vierten Platz. Anfang 2020 fand die Europameisterschaft in Budapest statt. Die Ungarn gewannen ihre Vorrundengruppe vor den Spaniern, wobei der direkte Vergleich mit 7:7 endete. Nach einem Sieg über die Russen im Viertelfinale gewannen die Ungarn im Halbfinale mit 10:8 gegen Montenegro. Im Finale trafen die Ungarn wieder auf die Spanier. Nach der Verlängerung stand es 9:9, im Fünfmeterschießen bezwangen die Ungarn ihre Gegner mit 5:4. Wegen der COVID-19-Pandemie fanden die Olympischen Spiele in Tokio erst 2021 statt. Nach einem dritten Platz in ihrer Vorrundengruppe besiegten die Ungarn im Viertelfinale die Kroaten mit 15:11. Im Halbfinale unterlagen sie den Griechen mit 6:9. Das Spiel um den dritten Platz entschieden die Ungarn mit einem 9:5 über die Spanier für sich. Im Jahr darauf fand die Weltmeisterschaft 2022 wieder in Budapest statt. Die Ungarn belegten den siebten Platz.
Ein Jahr später gewannen die Ungarn bei der Weltmeisterschaft 2023 in Fukuoka den Titel durch einen Finalsieg nach Penaltyschießen gegen die griechische Mannschaft. Im Januar 2024 unterlagen die Ungarn den Italienern im Spiel um Bronze bei der Europameisterschaft in Eindhoven. Im Februar 2024 bei der Weltmeisterschaft in Doha erreichten die Ungarn den siebten Platz. Bei den Olympischen Spielen in Paris gewannen die Ungarn im Viertelfinale im Penaltyschießen gegen die Italiener. Das Halbfinale verloren die Ungarn mit 8:9 gegen die Kroaten. Im Spiel um Bronze stand es am Ende der regulären Spielzeit 8:8, im Penaltyschießen siegte das Team aus den Vereinigten Staaten. Zalánki erzielte im Spiel um Bronze zwei Tore.